# Trmice (nový zámek)
Nový zámek v Trmicích je novogotický zámek ze druhé poloviny devatenáctého století, který stojí na západním okraji města Trmice v okrese Ústí nad Labem. Zámek je chráněn jako kulturní památka.

## Historie
Staršími panskými sídly v Trmicích bývala tzv. dolní tvrz, která zanikla pravděpodobně již během třicetileté války, a starý zámek zbořený roku 1956. V letech 1856–1863 si nechali Nosticové postavit nový zámek podle projektu vídeňského architekta Heinricha Ferstela. Ve druhé polovině dvacátého století zámek využívalo okresní muzeum a po něm zde vzniklo kulturní centrum s expozicí regionálního průmyslu a modelové železnice.
| Rok  | Počet návštěvníků |
| ---- | ----------------- |
| 2015 | 11 838            |
| 2016 | 11 876            |

## Stavební podoba
Jednopatrová až dvoupatrová zámecká budova má složitý půdorys. Hranolová věž s polokruhově zaklenutými okny je na vrcholu zakončená balustrádou. Fasádu člení nárožní lizény, římsy a velká zdvojená okna. Zámek stojí v parku obklopeném meandrem Bíliny. Patří k němu také kruhový bazén a most přes bývalý mlýnský náhon.